# Émile Littré
Émile Maximilien Paul Littré (París, 1 de febrero de 1801 - París, 2 de junio de 1881) fue un lexicógrafo y filósofo francés, famoso por su Diccionario de la lengua francesa  (obra más conocida como el Littré). Este estudioso de la lengua fue discípulo del filósofo, utopista y reformador social Auguste Comte.

## Biografía
Tras iniciales estudios de medicina, se volvió hacia la enseñanza y estudio de las lenguas antiguas. Luego se entregó con abnegación a la vida política, pasando primero por el periodismo y enseguida como miembro de la asamblea legislativa. Fue elegido miembro de la Academia Francesa, a pesar de la oposición del obispo Felix Dupanloup, en 1871, al segundo intento. Allegado a la filosofía de Auguste Comte (del cual escribió una biografía: Comte et la philosophie positive), no aceptó sin embargo su deriva místico-dogmática, de forma que ambos se fueron distanciando. Littré, volcado fervorosamente al método del Positivismo (intento de refutar cualquier especulación metafísica), se atuvo siempre a la indagación experimental. En 1867 fundó y dirigió la Revue de Philosophie Positive. Como filólogo legó un imponente Dictionnaire de la langue française (1863-72) que fijó ad eternum el francés del Grand Siècle; un Diccionario de medicina y cirugía (1854); una Historia de la lengua francesa (1862), la traducción al francés del Inferno de Dante Alighieri (1879) y de las Obras de Hipócrates de Cos (1839-61).

## Editor de las obras de Comte
Comte escribió su primera gran obra, Sistema de filosofía positiva, en 1822, a los 24 años de edad. Littré se convirtió en su discípulo y defendió el proyecto comteano desde la epistemología, ya que, según él, la filosofía positiva tenía un mérito que no había logrado alcanzar todo el conocimiento humano occidental desde sus orígenes, es decir, hacer una correcta separación de las disciplinas o ciencias, ya que solamente habían formado "una masa confusa en que no se distinguen las relaciones entre la filosofía, ni con la naturaleza, ni con la historia, ni con la enseñanza". Esta confusión se debía, según el discípulo, a la "fuente subjetiva de la que emanan. Dominadas esas especulaciones por concepciones a priori, su orden no es el de la concepción cósmica, ni el desenvolvimiento histórico, ni el de la gradación didáctica". 
En 1869 Littré realizó una tercera edición del Curso de filosofía positiva en seis tomos, ocasión en que agregó un prefacio y una tabla alfabética de materias. El primero de estos trataba de los "Principios generales de filosofía matemática"; el segundo, la "Filosofía astronómica y la filosofía de la física"; el tercero, la "Filosofía química y la filosofía biológica"; el cuarto, la "Parte dogmática de la filosofía social"; el quinto, la "Parte histórica de la filosofía social"; y el último, "El complemento de la filosofía social". En resumen, los dos primeros volúmenes están dedicados a las ciencias exactas, el tercero a las ciencias naturales (biología y química) y los tres restantes constituyen el esfuerzo por "cientifizar" la realidad social. 

Le principal devoir de l’homme envers lui-même est de s’instruire; le principal devoir de l’homme envers les autres est de les instruire.
El principal deber de un hombre hacia sí mismo es el de instruirse; el principal deber de un hombre hacia los demás es el de instruirlos.